# Jean-François Hogard
Pour les articles homonymes, voir Hogard.
Jean-François Hogard, né le 27 novembre 1960, est un militaire français. Général d'armée, il est inspecteur général des armées du 1er septembre 2018 au 29 février 2020, après avoir été directeur du renseignement et de la sécurité de la Défense du 1er septembre 2014 au 31 août 2018.

## Biographie

### Origine et formation
Jean-François Hogard est issu d'une famille lorraine. Son grand-père, le général Emile-Louis Hogard (1894-1990), est un officier de l'armée d'Afrique, proche collaborateur du Maréchal Lyautey au Maroc, et commandant les goumiers marocains de 1944 à 1945. Son père est le général Jacques Hogard, et son oncle le général Pierre de Bénouville, héros de la Résistance et compagnon de la Libération, ancien député d'Ille-et-Vilaine et ancien député de Paris. Il est en outre le cousin du général d'armée Bruno Cuche, chef d'état-major de l'Armée de terre entre 2006 et 2008, et de François Guillaume, président de la Fédération nationale des syndicats d'exploitants agricoles (FNSEA) de 1979 à 1986, ministre de l'Agriculture de 1986 à 1988 et député de Meurthe-et-Moselle de 1993 à 2007.
Il est élève de l’École spéciale militaire de Saint-Cyr de 1981 à 1983 (promotion Grande Armée). À l'issue de sa scolarité, il choisit les Troupes de marine et poursuit sa formation à l'École d'application de l'infanterie de Montpellier (1983-1984).

### Carrière militaire
Promu lieutenant, il est affecté au 8e régiment de parachutistes d'infanterie de marine, à Castres, puis  au 9e Bataillon d’Infanterie de Marine, en Guyane. Il rejoint ensuite le 3e régiment de parachutistes d'infanterie de marine, à Carcassonne, en tant que commandant de compagnie de combat.
Il est ensuite instructeur à l’École d’Infanterie, à Montpellier, suit le cours supérieur d’état-major en 1996 puis rejoint le Collège interarmées de défense (CID, actuelle École de guerre) l’année suivante. Chef opérations au 2e régiment de parachutistes d'infanterie de marine à La Réunion jusqu’en 2000, il est ensuite muté à la direction politique « Afrique » du ministère des Affaires étrangères. En 2002, il est nommé chef de corps du 3e régiment de parachutistes d'infanterie de marine puis, à l’issue de son temps de commandement, rejoint la corne de l’Afrique où il exerce les fonctions de chef d’état-major interarmées des forces françaises à Djibouti.
Il est auditeur de la 56e session du Centre des hautes études militaires (CHEM) et de la 59e session de l’Institut des hautes études de Défense nationale (IHEDN) de 2006 à 2007,. Il est ensuite affecté au cabinet du ministre de la Défense en tant que conseiller Afrique/Moyen-Orient, avant de prendre le commandement de la 9e brigade d'infanterie de marine, à Poitiers, le 1er août 2009),. Il commande la force Licorne en Côte d'Ivoire en 2009 et la brigade La Fayette en Afghanistan de 2010 à 2011. Il devient ensuite le commandant supérieur des forces armées de la zone sud de l’océan Indien (FAZSOI) le 1er août 2011.
Du 1er septembre 2014 au 31 août 2018, il est directeur du renseignement et de la sécurité de la Défense. Promu général d'armée le 1er septembre 2018, il est nommé inspecteur général des armées à la même date et le reste jusqu'au 29 février 2020,.
Il se rend une dernière fois à Carcassonne, au sein du 3e régiment de parachutistes d'infanterie de marine qu'il avait commandé de 2002 à 2004, le 29 janvier 2020. Il y préside une cérémonie et inaugure la nouvelle salle d'honneur du régiment, en présence de nombreux anciens dont le général d'armée Jean-Pierre Bosser, chef de l'état-major de l'Armée de terre de 2014 à 2019,. Il fait enfin ses adieux aux armes dans la cour d'honneur des Invalides à Paris le 25 février 2020, en présence de la ministre des Armées Florence Parly.

## Grades militaires
- 1er décembre 1997 : lieutenant-colonel[16].
- 1er août 2002 : colonel[17].
- 1er juin 2009 : général de brigade[18].
- 1er août 2013 : général de division[19].
- 1er septembre 2014 : général de corps d'armée[10].
- 1er septembre 2018 : général d'armée[11].

## Décorations
- Commandeur de la Légion d'honneur en 2017[20] (officier en 2010[21], chevalier en 1999[22]).
- Grand officier de l'ordre national du Mérite en 2020[23] (commandeur en 2014[24], officier en 2006[25]).
- Croix de la Valeur militaire avec deux étoiles (deux citations).
- Croix du combattant
- Médaille d'Outre-Mer avec trois agrafes.
- Médaille de la Défense nationale, échelon bronze
- Médaille de reconnaissance de la Nation
- Médaille commémorative française